# Госдорф
Госдорф (нем. Gosdorf) — коммуна (нем. Gemeinde) в Австрии, в федеральной земле Штирия. 
Входит в состав округа Радкерсбург.  Население составляет 1189 человек (на 31 декабря 2005 года). Занимает площадь 15,64 км². Официальный код  —  61505.

## Политическая ситуация
Бургомистр коммуны — Антон Фукан (СДПА) по результатам выборов 2005 года.
Совет представителей коммуны (нем. Gemeinderat) состоит из 15 мест.
- СДПА занимает 9 мест.
- АНП занимает 6 мест.